# Кафяв протоптер
Protopterus annectens е вид ръкоперка от семейство Protopteridae. Видът не е застрашен от изчезване.

## Разпространение и местообитание
Разпространен е в Ангола, Бенин, Буркина Фасо, Гамбия, Гана, Гвинея, Демократична република Конго, Замбия, Зимбабве, Камерун, Кения, Кот д'Ивоар, Малави, Мали, Мозамбик, Нигер, Нигерия, Сенегал, Сиера Леоне, Судан, Танзания, Того, Централноафриканска република и Чад. Внесен е в Южна Африка.
Обитава крайбрежията на сладководни басейни и реки.

## Описание
На дължина достигат до 1 m, а теглото им е не повече от 4000 g.
Продължителността им на живот е около 18 години.